# Nationalsozialistisches Kraftfahrkorps
El Nationalsozialistisches Kraftfahrkorps (NSKK) va ser una organització paramilitar del Partit Nazi amb seus a Múnic i Berlín. Fou fundat l'abril del 1930 amb el nom de Nationalsozialistisches Automobilkorps (NSAK) i reanomenat l'any següent.